# Breath (canción de Pearl Jam)
«Breath» es una canción del grupo de rock Pearl Jam. Apareció por vez primera en la Banda Sonora de la película Singles en 1992. La canción fue una de las primeras que fueron grabadas con el baterista Dave Abbruzzese, durante la misma sesión en donde producirían las canciones "State of Love and Trust", "Dirty Frank", y una nueva versión de "Even Flow". La canción también aparecería en la recopilación de grandes éxitos del grupo, Rearviewmirror: Greatest Hits 1991-2003.
Después de un concierto celebrado el 11 de abril de 1994 en Boston, la canción permanecería sin ser tocada en vivo por cuatro años. Como dato curioso, durante la gira del grupo en 1998, cuando promovían el álbum Yield, se organizó una campaña entre los seguidores del grupo llamada "The Breath Campaign" en la cual, durante los conciertos de Pearl Jam, se mostraban mantas y anuncios pidiendo la canción. "Breath" finalmente regreso a un concierto del grupo el 11 de septiembre de 1998, en un show en el Madison Square Garden.
Una ejecución de "Breath" en vivo puede ser encontrada en el DVD Live at the Garden.